# Wilhelm Küpper

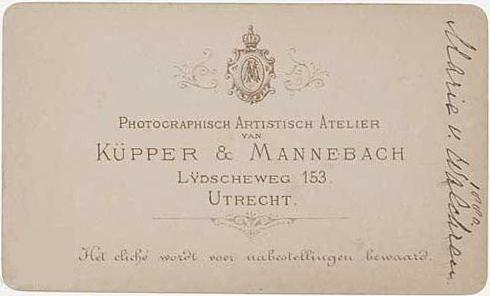
Achterschrift van een foto afkomstig uit het fotoatelier Küpper & Mannebach.

Wilhelm Küpper (Bonn, 2 oktober 1838 – Lindenhöhe, bij Keulen, 7 maart 1892) was een Duits fotograaf werkzaam in Utrecht. Hij was de vader van Emil Küpper, die later onder pseudoniem Theo van Doesburg naam maakte als schilder en oprichter van De Stijl.

## Levensloop
Wilhelm Küpper, zoon van de chirurgijn Johann Küpper en zijn vrouw Catharina Ferrand, vestigde zich in 1868 in Utrecht. In 1873 trouwde hij met de uit Rotterdam afkomstige Henrietta Catharina Margadant, een zus van de jurist Christiaan Willem Margadant. In Utrecht leerde hij de ook uit Duitsland afkomstige Wilhelm Mannebach kennen. Samen richtten ze op 4 februari 1879 een vennootschap op onder de naam ‘Photographisch Artistisch Atelier van Küpper & Mannebach’. Volgens de oprichtingsakte had deze vennootschap tot doel de ‘oprichting en uitoefening van de photographie en in verband daarmede de kunsthandel’. Het atelier was gevestigd aan de Leidseweg en mogelijk later (ook) aan het Vredenburg en heeft in zijn vijfjarig bestaan voornamelijk portretfoto's voortgebracht. Een aantal van deze foto's werd ingekleurd, zodat deze meer leken op schilderijtjes dan op foto's. Het woord ‘artistisch’ in de bedrijfsnaam heeft hier vermoedelijk mee te maken. Van een kunsthandel is voor zover bekend nooit sprake geweest. In 1880 ging Mannebach terug naar Duitsland, waarna Küpper het atelier onder eigen naam voortzette. In juni adverteerde hij als ‘Photograaf & Kunstschilder’.
Küpper slaagde er echter niet in het bedrijf winstgevend te maken. Toen in 1883 zijn zevende kind geboren werd (Emil Küpper, alias Theo van Doesburg) kon hij nauwelijks in het onderhoud van zijn gezin voorzien. Zomer of nazomer 1884 ging Küpper weer terug naar Duitsland, zijn vrouw en kinderen in Nederland achterlatend. In oktober werd het faillissement van zijn atelier uitgesproken. Zijn vrouwe en kinderen vonden nog hetzelfde jaar onderdak bij de Amsterdamse horlogemaker en handelsreiziger Theodorus Doesburg (ook als "magnetisch geneesheer" aangeduid), die in dezelfde buurt woonde als de familie Küpper. Küpper overleed in 1892 op 54-jarige leeftijd in de buurt van Keulen. Van een echtscheiding is vermoedelijk nooit sprake geweest, want pas na Küppers overlijden trad zijn weduwe in het huwelijk met Theodorus Doesburg.

## Kinderen
Met zijn vrouw Henrietta Catharina Margadant (Rotterdam, 4 november 1845 – Amsterdam, 26 oktober 1920) had Wilhelm Küpper de volgende kinderen (allen geboren in Utrecht):
1. Maria Amalia Catharina Küpper (12 juni 1874 – 6 juli 1874).
2. Sara Louise Henriette Küpper (12 juni 1874 – 16 juli 1874).
3. Johan Wilhelm Küpper (19 augustus 1875 – ....), handelsreiziger.
4. Emile Marie Küpper (11 oktober 1876 – 16 december 1876).
5. Henri Antoni Küpper (21 januari 1878 – ....).
6. Maria Amalia Louise Küpper (2 juni 1880 – ....).
7. Christian Emil Marie (Emil) Küpper, alias Theo van Doesburg (30 augustus 1883 – 7 maart 1931).